# Johannes Strunden
Johannes (Hans) Horst Strunden (* 19. November 1890 in Bergisch Gladbach; † 17. Februar 1973 in Schmallenberg-Wulwesort) war ein deutscher Verwaltungsjurist und Landrat des Kreises Steinfurt und des Kreises Borken sowie Oberkreisdirektor in Borken.

## Leben
Horst Strunden studierte an den Universitäten Heidelberg, Berlin, Münster und München Rechtswissenschaften. Während seines Studiums wurde er Mitglied der katholischen Studentenverbindungen K.St.V. Tuiskonia Münster, K.St.V. Palatia Heidelberg, K.St.V. Saxonia München, K.St.V. Guestphalia Berlin sowie K.St.V. Semnonia Berlin im Kartellverband und wurde 1920 Gerichtsassessor. Im Reichsarbeitsministerium war er zuletzt als Regierungsrat tätig und wechselte 1926 als Regierungsrat ins Polizeipräsidium Berlin. Im Dezember 1926 ins Preußische Innenministerium berufen, wechselte er in das preußische Staatsministerium und war dort zuletzt als Ministerialrat tätig. Nach kurzzeitigem einstweiligen Ruhestand wurde er am 11. April 1933 kommissarischer Landrat des Kreises Steinfurt. Dieses Amt hatte er bis zu seiner Versetzung zur Regierung Potsdam am 28. März 1934 inne. Bis September 1945 war er hier als Ministerialrat tätig. Von Januar bis April 1946 war er Landrat des Kreises Borken und wurde hier nach dem Neuaufbau der Verwaltung durch die britische Militärregierung im April 1946 Oberkreisdirektor. Das Amt des Oberkreisdirektors des Kreises Steinfurt bekleidete er vom 28. November 1947 bis zum Eintritt in den Ruhestand am 30. November 1955.
Horst Strunden war 1946 Mitbegründer des Landkreistages NRW und auch dessen Vorsitzender.